# Бургкирха
Бургкирха — (нем. Burgkirche, в буквальном переводе — «крепостная кирха», а также «Немецкая реформатская церковь» — нем. Deutsch Reformierte Kirche) — крепостная кирха Кёнигсберга, построенная по проекту Иоганна Арнольда Неринга (нем. Johann Arnold Nering) в 1701 году по прямому приказу курфюрста Фридриха Вильгельма.

## История

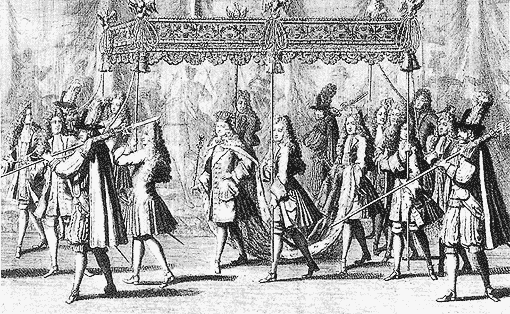
Шествие к кирхе Фридриха I

В городах южного побережья Балтийского моря, где протестантизм победил уже в первой четверти XVI века, со временем возникла проблема возведения новых храмов. Протестантское храмостроительство в балтийском регионе не было обширным в силу существования здесь значительного количества крупномасштабных средневековых культовых сооружений, приспособленных в период Реформации для протестантских богослужений. Поэтому решение о строительстве первой реформатской кирхи в Кёнигсберге было принято только в 1668 году. Проект кирхи выполнил берлинский архитектор Иоганн Арнольд Неринг в 1685—1687 годах. Здание представляет собой как бы уменьшенную копию Новой церкви в Гааге, возведенной в 1649—1655 годах — в постройке чувствуется заметное влияние нидерландской архитектуры. До постройки церкви проповеди «реформатской» общины читались в одном из замковых залов. В основание церкви была вмурована мемориальная табличка с информацией о том, что первый камень заложил лично курфюрст Фридрих III 25 мая 1690 года.
23 января 1701 года, в присутствии короля Фридриха I (новый титул курфюрста Фридриха III), церковь была освящена.
Храм имел сложную объёмно-пространственную композицию здания, вытянутого с севера на юг. Интерьер в церкви был достаточно простой, внутреннее убранство изготовлено в основном из дерева. Сооруженная в 1699 году кафедра работы Каспара Шрайбера (нем. Caspar Schreiber) имела два входа и располагалась вдоль нефа, как длинный стол. Орган в церкви работы мастера Йозуа Мозенгеля (нем. Josua Mosengel) — изготовлен в 1724 году. Колокола отлиты в 1707 году.
Высота башни церкви — 57,5 метров (осталась недостроенной). Вид башни также восходил к ранним протестантским постройкам в Нидерландах — Зёйдеркерк (1603—1611, архитектор Хендрик де Кейзер) и Вестеркерк (1620—1631, Хендрик де Кейзер).
Бургкирха соединила готические пережитки (каменные звездчатые своды апсид и башню, служившую одновременно колокольней), барочные композиционные приемы в виде поперечно ориентированного внутреннего пространства и тяжеловесного ордера в нижней части башни, классические детали. Появление готизирующих форм в XVII веке можно объяснить возрождением церковной схоластики и широким распространением мистицизма.
Церковный двор окружала галерея в один этаж, выкупленная в конце XIX века муниципалитетом для создания музея.
Называться «Бургкирха» (Burgkirche — «крепостная» или «городская церковь»), а не «немецко-реформатской» церковь стала с 1819 года.
Здание было очень сильно повреждено во время авиационных налетов авиации Союзников в августе 1944 года, все внутреннее убранство сгорело. Окончательно оно было разрушено после войны, до 1969 года.

## Комментарии
1. ↑  Не следует путать с Замковой кирхой (нем. Schlosskirche), находившейся в западном крыле кёнигсбергского замка